# Longitarsus dorsalis
Longitarsus dorsalis, dt. Hellrandiger Langfuß-Erdfloh, gehört zu den Flohkäfern (Tribus Alticini, Unterfamilie Galerucinae) aus der Familie der Blattkäfer (Chrysomelidae).

## Merkmale
Die Käfer werden 1,8 bis 2,5 Millimeter groß. Aufgrund ihrer Färbung ist die Art im Gegensatz zu verwandten Arten leicht bestimmbar. Kopf, Fühler und Beine sind schwarz. Der rotbraun gefärbte Halsschild ist gelegentlich in der Mitte (auf der Scheibe) angedunkelt. Entlang den Seiten der schwarzen Flügeldecken verläuft ein breiter weißlich-gelber Saum. Die hinteren Femora sind wie bei allen Flohkäfern verdickt.

## Lebensweise
Die Erdflöhe bevorzugen warme und sonnige Standorte mit Kalk- oder Sandböden. Sie überwintern als Imago. Man kann sie das ganze Jahr über beobachten. Die ausgewachsenen Käfer fressen an den Blättern und Blüten, die Larven an den Wurzeln von Greiskräutern (Senecio), insbesondere an Schmalblättrigem Greiskraut (Senecio inaequidens) und Jakobs-Greiskraut (Senecio jacobaea). Daneben liegen Angaben von Kanadischem Berufkraut (Conyza canadensis) vor.

## Vorkommen
Die Art kommt in Nordafrika, auf den Kanaren, und in Süd-, West- und Mitteleuropa einschließlich Großbritannien vor. Sie fehlt dagegen in Skandinavien, in Ost- und in Südosteuropa. In Deutschland findet man die Käfer hauptsächlich im Südwesten. Im Norden reicht ihr Verbreitungsgebiet bis nach Niedersachsen. Die früher relativ seltene Art ist im Begriff, sich in Europa weiter auszubreiten. Für die rapide Ausbreitung nach Norden und Osten hin wird, neben steigenden Temperaturen, die rapide Ausbreitung des in Europa eingeschleppten Schmalblättrigen Greiskrauts (Senecio inaequidens), einer bevorzugten Wirtspflanze der Art, verantwortlich gemacht. In einige Regionen Deutschlands, so nach Westfalen oder nach Bayern, hat sich die Art nach jahrzehntelanger Abwesenheit wieder ausgebreitet. Inzwischen breitet sie sich auch nach Osteuropa aus, so wurde sie in der Ukraine 2016 erstmals nachgewiesen.